# Badenoch

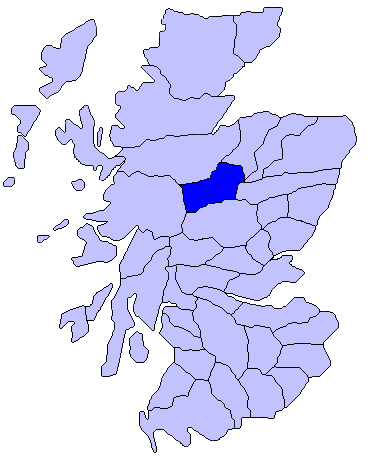
Carte du district de Badenoch.

Le Badenoch (Bàideanach en gaélique écossais) est une région traditionnelle d'Écosse. Il est bordé au nord par les monts Monadhliath, à l'est par les Cairngorms, au sud par les monts Grampians et à l'ouest par le district de Lochaber. Les principales localités du Badenoch sont Alvie (en), Laggan (en) et Kingussie, son chef-lieu.

## Histoire
Au Moyen Âge, la seigneurie de Badenoch est détenue par la famille Comyn jusqu'en 1306. En 1371, le roi Robert II la confère à son troisième fils Alexandre Stuart, surnommé « le Loup de Badenoch » pour sa cruauté. En 1451, le titre de seigneur de Badenoch est attribué à Alexander Gordon (en) et se transmet par la suite parmi les comtes puis marquis de Huntly (en).
Depuis 1973, le Badenoch fait partie du ward de Badenoch and Strathspey (en), une subdivision du council area du Highland.